# Mercados de predicción
Los mercados de predicciones son mercados especulativos, es decir, de apuestas, creados con el objetivo de hacer predicciones. Se crean activos cuyo valor final de caja está ligado a un evento particular, como por ejemplo la posibilidad de que el siguiente presidente de los Estados Unidos sea republicano, o a un parámetro, como las ventas totales del próximo mes. Los precios de mercado en un momento dado se pueden interpretar como las predicciones de la probabilidad del evento o el valor esperado del parámetro. 
Los individuos que compran barato y venden caro se ven así recompensados por mejorar la capacidad de predicción del mercado, mientras que aquellos que compran caro y venden barato son castigados por deteriorar la capacidad predictiva del mercado. Las evidencias recogidas hasta el momento sugieren que los mercados de predicción son al menos tan precisos como otras instituciones que intentan predecir los mismos eventos con una cantidad similar de participantes. 
Uno de los más antiguos y famosos es el Mercado de Electrónica de la Universidad de Iowa. Desde 1988 ha predicho los resultados de las elecciones presidenciales de Estados Unidos con mayor precisión que las encuestas tradicionales el 75 por ciento de las veces. El Hollywood Stock Exchange, un juego de mercado virtual establecido en 1966, en el que los jugadores compran y venden cuotas de películas, actores, directores y material relacionado con el cine, predijo correctamente las nominaciones a 35 de las 40 grandes categorías de los Premios Óscar del año 2005. HedgeStreet, admitido en el 2004 como mercado y regulado por la Commodity Futures Trading Commission, permite a los usuarios de internet especular con eventos económicos.
Estos mercados descienden un largo y colorido linaje. Las apuestas sobre las elecciones fueron comunes en los Estados Unidos hasta al menos la década de 1940, con mercados formalmente constituidos en Wall Street en los meses previos a las elecciones. Los periodistas informaban acerca de la situación del mercado, algo que hoy puede interpretarse como una estimación de la opinión pública en una época en que los sondeos de opinión carecían de naturaleza científica. Estos mercados implicaban a miles de participantes, movían millones de dólares y conseguían una notable precisión en sus predicciones. Se puede profundizar en Paul Rhode y Koleman Strumpf (2004) .

## Desafíos teóricos
Se ha desarrollado cierta investigación académica acerca de los fallos potenciales en el propio concepto de los mercados de predicciones. En particular, el Dr. Charles F. Manski del Departamento de Economía de la Northwestern University publicó un artículo en el año 2004, "Interpretando las Predicciones de los Mercados de Predicciones", , en el que intenta probar matemáticamente que, asumiendo cierto número de premisas, las "predicciones" de dichos mercados no se corresponden con las creencias reales sobre la probabilidad de los participantes en el mercado, salvo en los casos en que la probabilidad del mercado está cerca de 0 o de 1. Manski sugiere que se podrían obtener mejores resultados pidiéndole directamente a un grupo de participantes que estime las probabilidades. Sin embargo, Steven Gjerstad (Purdue), en su artículo "Aversión al riesgo, Creencias y Equilibrio de los Mercados de Predicciones", , demuestra que los mercados de predicciones consiguen, típicamente, resultados muy próximos a la opinión media de sus participantes si la destribución de opiniones es una curva derivable (como una distribución normal, por ejemplo). Justin Wolfers (Wharton) y Eric Zitzewitz (Stanford) han obtenido resultados similares, y también incluyen algunos análisis de datos de mercados de predicciones, en su artículo "Interpretando los Precios de los Mercados de Predicciones como Probabilidades" . En la práctica, los precios de los mercados de predicciones binarios han demostrado estar directamente relacionados con los resultados en el mundo real. Se han publicado datos relevantes en "El poder real de los mercados artificiales", de Pennock et al,  (Science, 2001) y en "Mercados de Predicciones: ¿Importa el Dinero?", de Servan-Schreiber et al,  (Electronic Markets, 2004). 
Los mercados de predicciones también sufren de las imprecisiones que existen en otros tipos de mercados, puesto que la liquidez y otros factores que no se pretende medir son tenidos en cuenta como factores de riesgo por los participantes en el mercado, distorsionando así las probabilidades generadas. Además, pueden producirse intentos de manipulación en estos mercados. En los mercados para las elecciones presidenciales de 2004 de Tradesports se produjo un presunto intento de manipulación, cuando un comerciante anónimo vendió rápidamente por muy poco dinero tantos contratos futuros de Bush para dichas elecciones que el precio cayó a cero, implicando una probabilidad de cero de que Bush ganara. El único propósito racional de una venta semejante es un intentao de manipulación del mercado, empleando la estrategia conocida como el "asalto del oso". El intento de manipulación falló, sin embargo, pues el precio de los contratos subió rápidamente de nuevo a su valor original. A medida que la prensa presta más atención a los mercados de predicción es probable que más grupos encuentren motivaciones para intentar manipularlos. Sin embargo, en la práctica semejantes intentos de manipulación han fracasado siempre muy rápidamente. En su artículo titulado "Agregación de la Información y Manipulación en un Mercado Experimental" (2005) , Hanson, Oprea y Porter (George Mason U), muestran cómo los intentos de manipulación del mercado de hecho terminan aumentando la precisión de la predicción, porque proporcionan un incentivo en forma de beneficios al apostar contra el manipulador.
Los mercados de predicciones también pueden verse sometidos a burbujas especulativas. Por ejemplo, en las elecciones presidenciales IEM del año 200, una riada de nuevos participantes en el mercado de futuros durante la semana final de las elecciones provocó giros salvajes en el mercado, provocando que sus predicciones resultaran inútiles. 
Una creencia muy común entre los economistas y la comunidad financiera en general es que los mercados de predicciones basados en dinero ficticio ("de juguete") no pueden generar predicciones fiables. Sin embargo, los datos reunidos hasta el momento contradicen esta opinión. Pennock et al (Science, 2001) analizaron datos del Hollywood Stock Exchange y del Foresight Exchange (Predicción de Intercambio de Moneda) y concluyeron que los precios del mercado predecían los resultados reales o las frecuencias de los resultados en el mundo real. Servan-Schreiber et al (Electronic Markets, 2004) compararon una temporada entera de predicciones de la NFL (National Football League) de NewsFutures con dinero ficticio con las predicciones durante dicha temporada realizadas por Tradesports, un mercado equivalente pero con dinero auténtico, con sede en Irlanda. Ambos mercados obtuvieron resultados igual de buenos. En este caso, el uso de dinero real no condujo a mejores predicciones. 
Algunos sistemas experimentales están en desarrollo para proporcionar datos sobre mercados de predicciones alternativos. Estos sistemas tratan de evitar algunos de los posibles fallos teóricos mencionados anteriormente. Por ejemplo, la empresa de encuestas TIPP Online ha probado a preguntar a los participantes acerca de quién creen que ganará, en lugar de preguntar directamente por quién van a votar. El resultado, durante las elecciones presidenciales de Estados Unidos de 2004, demostró ser una predicción más exacta y estable que los sondeos de opinión tradicionales. Otro sistema experimental es Owise, que directamente pide a los participantes que estimen las probabilidades de una amplia gama de acontecimientos futuros, y recompensa a aquellos que logran resultados precisos con estatus, títulos y pequeñas recompensas en metálico. Owise actúa como una mente de enjambre o una especie de red neuronal en la que cada "neurona" es un ser humano a cuyas predicciones se asigna un peso basado en el comportamiento previo. De hecho, esto no es muy diferente de lo que ocurre de manera natural en un mercado de predicciones, en el que aquellos que hacen buenas predicciones obtienen beneficio a costa de aquellos que hacen malas predicciones, y aumentan de esta manera su influencia relativa en el mercado. No existen datos suficientes actualmente que permitan comprobar si estas alternativas podrán equipararse a los mercados de predicciones en términos de capacidad predictiva. 
Algunos tipos de mercados pueden crear incentivos pobres. Por ejemplo, un mercado que intente predecir la muerte de un líder mundial podría ser muy útil para aquellos cuyas actividades se relacionan directamente con las políticas de dicho líder, pero también podría acabar convirtiéndose en un mercado de asesinos.

## Lista de mercados de previsiones
Existen varios mercados comerciales y académicos de previsiones que operan públicamente.

### Mercados públicos de previsión
- Iowa Electronic Markets es un mercado académico que estudia las elecciones, donde los puestos tienen un límite de 500 dólares.[2][3] Se fundó en 1988.

- PredictIt es un mercado de predicción de acontecimientos políticos y financieros.
- SciCast era un mercado de predicción combinatoria basado en la reputación y especializado en previsión científica y tecnológica.[4][5]
- iPredict era un mercado de predicción en Nueva Zelanda.
- Metaculus es un sitio web de predicciones basado en la reputación con capacidad para hacer predicciones en un rango numérico o de fechas, inspirado en SciCast.[6]
- El sentido común descubre un sitio de predicción basado en la reputación.

## Tipos

### Basado en la reputación
Algunos sitios web de 91 club app predicciones, a veces clasificados como mercados de predicciones, no implican apostar con dinero real, sino que suman o restan puntos a la reputación del pronosticador en función de la exactitud de la predicción. Este sistema de incentivos puede ser más adecuado que los mercados de predicción tradicionales para temas nicho o a largo plazo. Entre ellas, Manifold, Heelbone y Good Judgment Open.

### Mercados para previsiones combinatorias
Un mercado de predicción combinatoria es un tipo de mercado de predicción en el que los participantes pueden apostar por combinaciones de resultados. La ventaja de apostar por combinaciones de resultados es que la información teóricamente condicional puede incorporarse mejor al precio de mercado.

## Referințe
1. ↑  «Forecasting Markets: Machine Learning To The Rescue». www.forbes.com. Consultado el 11 de marzo de 2024.
2. ↑  «Welcome To The IEM». iem.uiowa.edu. Consultado el 11 de marzo de 2024.
3. ↑  «Iowa Electronic Markets and the U.S. election». www.yahoo.com. Consultado el 11 de marzo de 2024.
4. ↑  «SciCast». www.citizenscience.gov. Consultado el 11 de marzo de 2024.
5. ↑  «Combinatorial prediction markets for fusing information from distributed experts and models». ieeexplore.ieee.org. Consultado el 11 de marzo de 2024.
6. ↑  «The power of prediction markets». www.nature.com. Consultado el 11 de marzo de 2024.
7. ↑  «Predictions are hard, especially about the coronavirus». www.vox.com. Consultado el 11 de marzo de 2024.
8. ↑  «How to spend a million dollars, by Sam Bankman-Fried». www.ft.com. Consultado el 11 de marzo de 2024.
9. ↑  «Combinatorial Information Market Design». link.springer.com. Consultado el 11 de marzo de 2024.

- Datos: Q282283